# Ella (cantora)
Ella Viana de Holanda (Guajará-Mirim, 8 de outubro de 1997),  conhecida como Ella ou Jotta A, é uma cantora e compositora brasileira de música pop, Synthwave, R&b.
Iniciou sua carreira muito cedo, aos 6 anos de idade na música gospel, em 2003, com o álbum "Sou Um Milagre". Alguns anos depois participou de um programa de calouros apresentado por Raul Gil, aos 12 anos, onde ficou muito conhecida por sua facilidade em chegar aos agudos. Tendo ganhado, assinou contrato com a gravadora Central Gospel, na qual lançou o álbum Essência, que lhe rendeu indicações ao prêmio Troféu Promessas. Em 2013, lançou o álbum Geração de Jesus, com participação da cantora Daniela Araújo como produtora musical que foi indicado ao Grammy Latino no ano seguinte.
Em 2017, liberou seu quarto trabalho, Recomeçar. No ano seguinte, lançou seu primeiro álbum em espanhol, "Muéstrame Tu Gloria", a canção título do álbum já lhe rendeu milhões de visualizações no Youtube, sendo um grande sucesso entre os países falantes dessa língua.
Em 2020, a cantora anunciou sua saída da música gospel para se lançar na música pop e reggaeton. Em 2022, Ella revelou através das redes sociais que é uma mulher transexual e começou o processo de retificação de nome de registro e de gênero.

## Carreira
A musicista tornou-se conhecida nacionalmente sendo revelada num concurso de calouros no Programa Raul Gil em 2011. Após vencer o programa, foi contratada pela gravadora Central Gospel Music e lançou seu primeiro álbum, chamado Essência, que já vendeu mais de oitenta mil cópias, e foi certificado com disco de platina.
No dia 7 de fevereiro de 2011, participou da gravação do DVD Ao Deus das Causas Impossíveis ao lado de Davi Sacer e o Ministério Apascentar, grupo que a cantora admira.

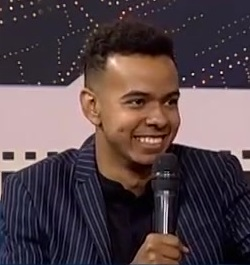
Jotta A concedendo entrevista para Boas Novas em 2017.

Na premiação do Troféu de Ouro, a cantora foi a vencedora da indicação de Melhor Cantor. Foi indicada em várias categorias no Troféu Promessas em 2012, com destaque para Revelação, Melhor cantor e Melhor CD, com Essência. Porém a cantora só ganhou na indicação de Revelação.
Em 2013, lançou Geração de Jesus, com produção da cantora Daniela Araújo e Jorginho Araújo, contendo algumas canções autorais e parcerias com Daniela. O portal de música cristã O Propagador o caracterizou como uma busca pela identidade da cantora, notável pela influência de Daniela Araújo no repertório, também considerando a sua passagem pela puberdade e tais efeitos em sua voz, arriscando novos elementos sonoros em relação ao anterior Essência. O disco vendeu 30 mil cópias em poucos dias.
Em 2014, o álbum foi indicado ao Grammy Latino de Melhor Álbum de Música Cristã (Língua Portuguesa), mas perdeu para Graça, de Aline Barros.
Em 2017, Jotta A lançou o disco Recomeçar, que indicou seu retorno ao mercado fonográfico. O álbum, cuja produção foi assinada por Jeziel Assunção e William Augusto e teve "Princípio e Fim" como single.
Em 2020, desvincula-se do mercado gospel e estreia na música pop com o single "Aventurero", em espanhol.
Em 2021, entrando para o cenário LGBT de música pop, Jotta lança o single "Pessoa Certa" com participação da drag queen Aretuza Lovi, o que levou a grande rejeição por parte de seu público gospel.
Após o anúncio da transição de gênero, no início de 2022, a cantora lança os singles "Éden" e "Apollo 11", apresentando arranjos de retrowave e estética dos anos 1980. À época, Jotta declarou "o gospel foi uma escola, assim como a música pop tem sido uma indústria de muita aprendizagem”. Meses depois, a cantora lança os singles "Humano" e "Alasca", faixas do seu primeiro álbum de estúdio no pop.
Em fevereiro de 2023, lança seu álbum La Drácula com 8 faixas, contando com o novo single "Tóxico".

## Vida pessoal
Em 28 de junho de 2020, no Dia Mundial do Orgulho LGBT, Ella revelou ser bissexual através das redes sociais. Apesar de nascida em uma família cristã, a cantora teve sua orientação sexual aceita pelos familiares: "Assumir ser um LGBTQI+ pode ser um tiro no pé ainda pra muitos, mas eu me lembro quando contei pra minha família e fui abraçado e amado de uma forma que eu não esperava", disse ela. Todavia, em entrevista ao Splash no ano de 2021, a cantora afirmou sofrer preconceitos e ameaças por parte do público: "Sofro ameaça de morte todo dia, palavras de ódio, racismo, homofobia. Pessoas subestimam meu trabalho" [...]. Sobre religião, a cantora - que antes se declarava evangélica - afirmou não seguir nenhuma doutrina religiosa: "Sou grato pela trajetória que tive, mas não sigo nenhuma religião. Só acredito em Deus".
Em 11 de abril de 2022, revelou ser uma mulher trans através das redes sociais, se referindo a si mesma nos pronomes femininos e entrando com a solicitação de retificação de nome de registro. A cantora revelou que irá manter o nome artístico também como nome civil: "Cheguei à conclusão de que deveria manter “Jotta” (apesar de nunca ter sido meu nome de registro, só artístico), mas além de essa ser uma maneira de estar atrelada sempre à minha história."
Ella revelou em uma entrevista seu desejo de reconexão com o Candomblé, uma tradição presente em sua família materna. Destacou seu amor pelo Candomblé e a importância dessa religião em sua vida. A artista afirmou que frequentar terreiros foi uma experiência transformadora.

## Discografia
- 2003: Sou Um Milagre
- 2012: Essência
- 2013: Geração de Jesus
- 2017: Recomeçar
- 2018: Muéstrame Tu Gloria
- 2019: Extravagante Adoración
- 2023: La Drácula

## Prêmios e indicações
Troféu Promessas 2012
| Categoria     | Indicação | Resultado |
| ------------- | --------- | --------- |
| Revelação     | Ela mesma | Venceu    |
| Melhor CD     | Essência  | Indicada  |
| Melhor Cantor | Ela mesma | Indicada  |

| Categoria                                          | Indicação        | Resultado |
| -------------------------------------------------- | ---------------- | --------- |
| Melhor álbum de música cristã em língua portuguesa | Geração de Jesus | Indicada  |